# 斯塔爾斯米爾 (喬治亞州)
斯塔爾斯米爾（英語：Starrs Mill）是位於美國喬治亞州費耶特縣的一個非建制地區。該地的面積和人口皆未知。

## 地理
斯塔爾斯米爾的座標為33°20′00″N 84°32′00″W / 33.33333°N 84.53333°W，而該地的平均海拔高度為240米（即787英尺）。